# Список серій мультсеріалу «Дива на обертасах»
Нижче наведено список епізодів мультсеріалу компанії Disney «Дива на обертасах», вперше показанного у 1990 році. Більшість серій і сюжетних ліній є самостійними і не мають великого значення в порядку їх перегляду. Єдині повторювані теми — це прагнення Балу заощадити гроші, щоб викупити свій літак і бажання Ребекки заробляти на життя. Як і в багатьох мультсеріалах того часу, формального завершення серіалу нема. 
Багато назв серій відсилають до фільмів першої половини XX століття, що, імовірно, надихали аніматорів на створення мультфільмів. Назви-референси наведені окремо.

## Епізоди
| № | Назва                                    | Оригінальна назва                            | Дата виходу          |
| --- | ---------------------------------------- | -------------------------------------------- | -------------------- |
| 1234 | «Грабунок і блискавка: епізоди з 1 по 4» | «Plunder & Lightning: Episodes 1 through 4»  | 7 вересня 1990       |
| У пілотних серіях серіалу Балу, пілот вантажного повітряного транспорту, зустрічає Кіта Клаукікера, 12-річного сироту, і бере його своїм штурманом. Він також втрачає свій бізнес, внаслідок чого Ребекка Каннінгем, бізнесвумен, стає його новою начальницею. Тим часом Дон Карнадж, горезвісний повітряний пірат, використовує спеціальний дорогоцінний камінь, вкрадений у компанії Шер-Хана, щоб привести в дію рушницю-блискавку та загрожувати всьому мису Сюзетт. - Антагоніст: Дон Карнадж |                                          |                                              |                      |
| |                                          |                                              |                      |
| 5 | «Звідси – до техніки»                    | «From Here to Machinery»                     | 10 вересня 1990      |
| Балу програє гонку роботу-пілоту, в результаті чого він і ще кілька пілотів вантажів на мисі Сюзетт залишаються без роботи. Однак Дон Карнадж користується нездатністю робота-пілота змінити маршрут, і Балу повинен врятувати ситуацію. - Антагоніст: Дон Карнадж - Назва-референс: Звідси ‒ у вічність |                                          |                                              |                      |
| |                                          |                                              |                      |
| 6 | «Це прийшло з-під Морської качки»        | «It Came from Beneath the Sea Duck»          | 11 вересня 1990      |
| Кіт зголосився няньчити Моллі, поки Балу та Ребекка ходять по магазинах. Догляд за дитиною — зовсім не рутина, оскільки Кіт і Моллі мають справу з повітряними піратами та гігантським кальмаром. - Антагоніст: Дон Карнадж - Назва-референс: Це прийшло з моря |                                          |                                              |                      |
| |                                          |                                              |                      |
| 7 | «Час не зупинити»                        | «Time Waits for No Bear»                     | 12 вересня 1990      |
| Коли Балу вчергове запізнюється з доставкою, Ребекка змушує його здійснити екскурсію, проходячи повз певні контрольно-пропускні пункти в призначений час. Однак Балу дізнається про вкрадену корону та вигадує схему, щоб повернути її, поки Дикий кіт летить на захід за нього. - Антагоніст: Торговець Мо |                                          |                                              |                      |
| |                                          |                                              |                      |
| 8 | «Мама на один день»                      | «Mommy for a Day»                            | 13 вересня 1990      |
| Моллі стає сурогатною матір'ю літаючої істоти, яка стає великою, коли намокає, і маленькою, коли висихає. Це стає більш складним, коли їй доводиться захищати істоту від кровожерливого браконьєра Макні. - Антагоніст: Макні - Назва-референс: Леді на один день |                                          |                                              |                      |
| |                                          |                                              |                      |
| 9 | «Тільки крига»                           | «I Only Have Ice for You»                    | 14 вересня 1990      |
| Після того, як Балу тимчасово призупинили ліцензію, за незаконну посадку, зроблену намагаючись ухилитися від повітряних піратів, Ребекка береться керувати літаком Балу. Цей крок спричиняє хаос, оскільки фірма намагається доставити шматок льоду багатому принцу пустелі. - Антагоніст: Дон Карнадж - Назва-референс: У мене для тебе тільки очі |                                          |                                              |                      |
| |                                          |                                              |                      |
| 10 | «Моллі розпещена»                        | «Molly Coddled»                              | 17 вересня 1990      |
| Ковінгтон, відомий грабіжник коштовностей, ховає цінний предмет у літаку Балу. Однак, коли він намагається її забрати, він виявляє, що Балу та Кіт почистили літак, а Моллі додала цей предмет до своєї колекції ляльок. - Антагоніст: Ковінгтон |                                          |                                              |                      |
| |                                          |                                              |                      |
| 11 | «Поллі хоче скарб»                       | «Polly Wants a Treasure»                     | 18 вересня 1990      |
| Кіт подружився з папугою Ігнатцем, який стверджує, що знає про якийсь захований скарб. Тим часом Балу засмучений через те, що Ребекка бере з нього вартість вантажу дорогого кристалу, який насправді зламали повітряні пірати. - Антагоніст: Дон Карнадж |                                          |                                              |                      |
| |                                          |                                              |                      |
| 12 | «Гра на голосних»                        | «Vowel Play»                                 | 19 вересня 1990      |
| Поганий правопис Балу перешкоджає спробі Ребекки зайнятися бізнесом з написів у повітрі. Тим часом відомий злочинець використовує написи у повітрі як спробу надіслати закодовані повідомлення своїм поплічникам і утримати мис Сюзетт для викупу. - Антагоніст: Хеймліх Мінудо |                                          |                                              |                      |
| |                                          |                                              |                      |
| 13 | «Ціна ідола»                             | «The Idol Rich»                              | 20 вересня 1990      |
| Балу змагається з полковником Спіготом, щоб отримати цінного ідола, але використовує мозок замість м'язів, щоб повернути ідола, якого Спігот відібрав у ведмедя раніше. - Антагоніст: Полковник Спігот - Назва-референс: The Idle Rich |                                          |                                              |                      |
| |                                          |                                              |                      |
| 14 | «Штормова погода»                        | «Stormy Weather»                             | 21 вересня 1990      |
| Після того, як Кіт сперечається з Балу про непотрібний ризик, він тікає, щоб приєднатися до повітряного цирку під керівництвом Сміливого Дена Доусона. Однак Доусон змушує Кіта виконувати більш небезпечні та дивні трюки, ніж очікувалося, тож Балу має врятувати свого штурмана. - Антагоніст: Ден Доусон - Назва-референс: Штормова погода |                                          |                                              |                      |
| |                                          |                                              |                      |
| 15 | «Ледь живий»                             | «Bearly Alive»                               | 24 вересня 1990      |
| Ребекка неправильно сприймає телефонний дзвінок як новину про те, що Балу помирає. Коли Балу дізнається про це, він вирішує летіти до Бермудської трапеції (відсилка до Бермудського трикутника), звідки жоден пілот ніколи не повертався. - Антагоніст: Говард Х'юдж |                                          |                                              |                      |
| |                                          |                                              |                      |
| 16 | «Її шанс мріяти»                         | «Her Chance to Dream»                        | 25 вересня 1990      |
| Коли чудовий капітан корабля-привида збиває Ребекку з ніг, вона насолоджується тим, що, на її думку, є сном. Коли Балу та Луї вирішують вигнати привида, Ребекка змушена вибирати між своєю ним та донькою. - Антагоніст: Капітан Стенсбері |                                          |                                              |                      |
| |                                          |                                              |                      |
| 17 | «Добре все, що добре закичується»        | «All's Whale That Ends Whale»                | 26 вересня 1990      |
| Балу та Кіт рятують з цирку кита, з яким погано поводяться, і дають йому свободу. - Антагоніст: Сеймур - Назва-референс: Все добре, що добре закінчується |                                          |                                              |                      |
| |                                          |                                              |                      |
| 18 | «Золота зірочка дружби»                  | «The Golden Sprocket of Friendship»          | 27 вересня 1990      |
| Полковник Спігот звинувачується в тому, що подарував меру Кейп-Сюзет золоту зірочку. Однак Торговець Мо хоче вкрасти зірочку і Кіт і Балу мають зупинити його та допомогти Спіготу. - Антагоніст: Торговець Мо |                                          |                                              |                      |
| |                                          |                                              |                      |
| 19 | «На пальному більше доларів»             | «For a Fuel Dollars More»                    | 28 вересня 1990      |
| Ребекка відкриває заправну станцію в повітрі, яка користується успіхом серед пілотів і сприяє розвитку її бізнес. Проблема в тому, що це значно знижує прибуток бізнесу Луї, який відкриває власну конкуруючу станцію, щоб заробляти, а Балу та Кіт опиняються в зоні інтересів обох підприємців. - Антагоніст: відсутній - Назва-референс: На декілька доларів більше |                                          |                                              |                      |
| |                                          |                                              |                      |
| 2021 | «Ваше погане відображення»               | «A Bad Reflection on You: Episodes 1 and 2»  | 1–2 жовтня 1990      |
| Балу отримує нагороду від Шер Хана за те, що він «найкращий пілот у світі». Однак разом з тим він повідомляє, що його обрано для Польоту аса – небезпечного маршруту, з якого жоден із пілотів Хана, які ним літали, не повернувся. Коли Балу та Кіт відправляються на завдання, вони дізнаються хто насправді стоїть за зникненнями, а також чому всі інші пілоти зникли. - Антагоніст: Шер Хан і Дон Карнадж                                                                                     |                                          |                                              |                      |
| |                                          |                                              |                      |
| 22 | «Знекрилений ведмідь»                    | «On a Wing and a Bear»                       | 3 жовтня 1990        |
| Балу прострочує ліцензію пілота і має проблеми з її відновленням, коли екзаменатор обурює його, вимагаючи від нього виконувати дії за алфавітом. Потім він дізнається, що Дон Карнадж об'єднався з Шер Ханом, щоб створити дефіцит нафти на мисі Сюзетт. - Антагоніст: Шер Хан і Дон Карнадж - Назва-референс: Wing and a Prayer |                                          |                                              |                      |
| |                                          |                                              |                      |
| 23 | «Зірка рветься»                          | «A Star Is Torn»                             | 4 жовтня 1990        |
| Балу вражений, коли він зустрічає кінозірку Кіттен Кабудл, і відразу ж бере участь у ролі її пілота-каскадера. Турбуючись про Балу як її друга, Ребекка дізнається, що «нещасні випадки» на знімальному майданчику Кіттен не є випадковістю. - Антагоніст: Кіттен Кабудл - Назва-референс: Народження зірки |                                          |                                              |                      |
| |                                          |                                              |                      |
| 24 | «Дотик до скла»                          | «A Touch of Glass»                           | 5 жовтня 1990        |
| Бажаючи запевнити замовників в безпеці своїх перевезень, Ребекка виставляє літак як заставу у випадку пропажі коштовностей. Однак Балу втрачає вантаж, а згодом і літак, двом шахраям, що видають себе за заможню пару. - Антагоніст: Вандершмери |                                          |                                              |                      |
| |                                          |                                              |                      |
| 25 | «Чим вони більше, тим сильніше хрюкають» | «The Bigger They Are, the Louder They Oink»  | 8 жовтня 1990        |
| Балу засмучений через те, що Ребекка отримує свиню-ловця трюфелів замість нового понтона для свого літака. Відмовляючись повірити, що її ідея може бути поганою, Ребекка разом зі свинею під час пошуків трюфелів потрапляють в рабство племені пігмеїв, тож Кіт і Балу повинні врятувати її. - Антагоніст: плем'я пігмеїв |                                          |                                              |                      |
| |                                          |                                              |                      |
| 26 | «Шпигун у дьогті»                        | «A Spy in the Ointment»                      | 9 жовтня 1990        |
| Ребекка дорікає Балу за те, що він надто довірливий, але сама виявляється довірливою, коли допомагає «шпигуну» доставити пакунок. - Антагоніст: Джек Кейс |                                          |                                              |                      |
| |                                          |                                              |                      |
| 27 | «Балу блакитної крові»                   | «The Balooest of the Bluebloods»             | 15 жовтня 1990       |
| Балу дізнається, що насправді він давно втрачений барон, але коли він потрапляє в особняк, який він нібито успадкував, його намагаються вбити. - Антагоніст: Ганс і Хельга |                                          |                                              |                      |
| |                                          |                                              |                      |
| 28 | «Балу—перевертень»                       | «A Baloo Switcheroo»                         | 16 жовтня 1990       |
| Чарівний ідол міняє місцями душі Балу на Кіта, а Ребекку – на Дона Карнаджа. Згодом вони беруть участь у гонці з часом, щоб повернутися до нормального життя; якщо вони зазнають невдачі до сходу сонця, вони залишаться такими назавжди. - Антагоніст: Дон Карнадж |                                          |                                              |                      |
| |                                          |                                              |                      |
| 29 | «Легендарний авіатор Джексон»            | «Whistlestop Jackson, Legend»                | 22 жовтня 1990       |
| Легендарний герой-авіатор Джексон відвідує мис Сюзетт і погоджується здійснити спеціальний рейс для фірми Ребекки. Однак у Шер Хана, його давнього суперника, інші плани. - Антагоніст: Шер Хан |                                          |                                              |                      |
| |                                          |                                              |                      |
| 30 | «Все або нічого»                         | «Double or Nothing»                          | 24 жовтня 1990       |
| Коли Балу дізнається, що заощадження Кіта підуть на заміну його улюбленої платівки, він пропонує подвоїти гроші Кіта, якщо той дозволить йому «вкласти» їх. - Антагоніст: Торговець Мо |                                          |                                              |                      |
| |                                          |                                              |                      |
| 31 | «Жіноче повітря»                         | «Feminine Air»                               | 30 жовтня 1990       |
| Бізнес Ребекки страждає упередженість до бізнесу через те, що його керівник – жінка. Балу вирішує взяти участь у змаганнях, але лише жіночий авіаційний клуб буде спонсорувати фір, тому він маскується під жінку, щоб зробити це. - Антагоніст: Хладнокровний Люк |                                          |                                              |                      |
| |                                          |                                              |                      |
| 32 | «Останні горизонти»                      | «Last Horizons»                              | 1 листопада 1990     |
| Балу знаходить легендарну «Панда-Ла» (відсилка до Шангрі-Ла) – містичне місце, де його тепло приймають. Прийом, однак, виявляється хитрістю, оскільки мешканці Панда-Ла вирішують напасти на мис Сюзетт. - Антагоніст: Ван-Ло - Назва-референс: Втрачений горизонт |                                          |                                              |                      |
| |                                          |                                              |                      |
| 33 | «Політ Снігової качки»                   | «Flight of the Snow Duck»                    | 5 листопада 1990     |
| Коли Дикий Кіт няньчить Моллі, вона переконує його відвезти її до Тембрії, щоб побачити сніг. Однак опинившись там, вони розважаються, через що їх ув’язнюють, оскільки у Тембрії розваги заборонені законом. - Антагоніст: тембрійці |                                          |                                              |                      |
| |                                          |                                              |                      |
| 34 | «Врятуйте тигра»                         | «Save the Tiger»                             | 7 листопада 1990     |
| Коли Балу рятує життя Шер-Хана, Хан пропонує Балу все, що забажає, але про це рішення він швидко шкодує, коли Балу починає активно цим користуватися. - Антагоніст: Шер Хан |                                          |                                              |                      |
| |                                          |                                              |                      |
| 35 | «Старий і Морська качка»                 | «The Old Man and the Sea Duck»               | 8 листопада 1990     |
| Балу страждає від амнезії після того, як він вдарився головою під час однієї з посадок під час перевезення вантажу. Потім він потрапляє на острів, де старий пілот Джо Макгі допомагає йому згадати як літати. - Антагоніст: відсутній - Назва-референс: Старий і море |                                          |                                              |                      |
| |                                          |                                              |                      |
| 36 | «Війна диваків»                          | «War of the Weirds»                          | 13 листопада 1990    |
| Ребекка перевантажує Балу настільки, що він бреше їй, щоб отримати відпустку. Брехня переростає в марсіанське вторгнення, яке швидко ускладнюється, коли розмову по радіо підслуховує захоплений курком полковник. - Антагоніст: відсутній - Назва-референс: Війна світів |                                          |                                              |                      |
| |                                          |                                              |                      |
| 37 | «Епатажні капітани»                      | «Captains Outrageous»                        | 15 листопада 1990    |
| Кіт запрошує свого друга, схильного до нещасних випадків Оскара Вандерснота, до свого клубу «Тузи джунглів», але Оскару потрібно взяти участь у якійсь пригоді, щоб приєднатися. Коли Кіт вирішує влаштувати Оскару свою пригоду, він отримує більше, ніж очікував, коли Дон Карнадж викрадає Оскара за викуп. - Антагоніст: Дон Карнадж |                                          |                                              |                      |
| |                                          |                                              |                      |
| 38 | «Часовий бандит»                         | «The Time Bandit»                            | 23 листопада 1990    |
| Балу змушує Ребекку думати, що все відбувається на день пізніше, ніж насправді, щоб він міг отримати зарплату раніше. Однак цей один день виявляється значущим, оскільки Ребекка стверджує, що Балу пропустив важливі поставки до Тембрії, і йде, щоб вибачитися від його імені. Конфлікт швидко загострюється, і лише прибуття комети Клінсера може врятувати Ребекку від небезпеки. - Антагоніст: тембрійці                                                                                      |                                          |                                              |                      |
| |                                          |                                              |                      |
| 3940 | «За ким лунає дзвін: епізоди 1 та 2»     | «For Whom the Bell Klangs: Episodes 1 and 2» | 27–28 листопада 1990 |
| Балу та Луї їдуть у відпустку та зустрічаються з археологом Кеті Додд, яка шукає втрачене місто Тінабула. Тадеос Е. Кланг, таємничий лиходій, також шукає місто, але має на нього власні плани. - Антагоніст: Тадеос Е. Кланг - Назва-референс: По кому подзвін |                                          |                                              |                      |
| |                                          |                                              |                      |
| 41 | «Громадянин Хан»                         | «Citizen Khan»                               | 3 грудня 1990        |
| Балу та компанія відвідують одну з шахт Шер-Хана, яку контролює шериф, який погано поводиться з робітниками. Коли робітники приймають Дикого Кота за Хана, вони викрадають його, але Хан дізнається про «своє» викрадення і летить розбиратися в ситуації. - Антагоніст: Шериф - Назва-референс: Громадянин Кейн |                                          |                                              |                      |
| |                                          |                                              |                      |
| 42 | «Каша і незвичне покарання»              | «Gruel and Unusual Punishment»               | 4 грудня 1990        |
| Щоб схуднути для балу пілотів, Балу відправляється до, як він вважає, табору для схуднення, але табір виявляється тембрійською в'язницею. - Антагоніст: тембрійці |                                          |                                              |                      |
| |                                          |                                              |                      |
| 43 | «Щасливе Різдво Моллі»                   | «Jolly Molly Christmas»                      | 20 грудня 1990       |
| Балу дізнається, що все, чого Моллі хоче на Різдво – це щоб для її мами випав сніг. Тоді він бере Кіта і Ребекку і вирушає у політ аби здійснити бажання Моллі. - Антагоніст: відсутній - Назва-референс: Веселого Різдва |                                          |                                              |                      |
| |                                          |                                              |                      |
| 44 | «Мій прекрасний Балу»                    | «My Fair Baloo»                              | 7 січня 1991         |
| Ребекка вирішує влитися в коло вищим суспільством, забронювавши номер у літаку, в якому має пройти звана вечеря. Проблема в тому, що поведінка Балу бажає залишатися кращою, але потім йому доводиться рятувати ситуацію, коли літак викрадають, а потім розбивають на безлюдному острові. - Антагоніст: Пугач Капоне - Назва референс: Моя чарівна леді |                                          |                                              |                      |
| |                                          |                                              |                      |
| 45 | «У пошуках втраченого скарба»            | «Waiders of the Wost Tweasure»               | 9 січня 1991         |
| Коли Балу доставляє пакунок до країни Уолла Уолла Бінг Бенг, він стикається з давньою суперницею – Аероплан Джейн. Між ними зав'язується суперництво, що співпадає з битвою за трон Уолли Уолла Бінг Бенг між принцесою Грейс та її двоюрідним братом принцом Рудольфом. - Антагоніст: принц Рудольф - Назва-референс: Індіана Джонс: У пошуках втраченого ковчега |                                          |                                              |                      |
| |                                          |                                              |                      |
| 46 | «Секрет льотної школи»                   | «Flight School Confidential»                 | 10 січня 1991        |
| Коли Кіт, який дуже молодий мріє стати пілотом, дізнається, що в Тембрії льотний вік знижено до дванадцяти років, він відправляється туди лише для того, щоб виявити, що все це лише хитрість і насправді дітям не дають літати. Проте повернутися з Тембрії виявляється не так легко. - Антагоніст: тембрійці - Назва-референс: Шкільний секрет |                                          |                                              |                      |
| |                                          |                                              |                      |
| 47 | «Затримання немовляти»                   | «Bringing Down Babyface»                     | 17 січня 1991        |
| Балу необхідно доставити до Кейп-Сюзету гангстера Полунельсона на прізвисько «Немовля» для подальшого суду. Бандит хитрістю видає себе за поліцейського, а справжнього поліцейського за себе. У місті йому вдається втекти, а поліцейський, який опритомнів, приймає Балу за злочинця. Трохи пізніше підручні бандити хапають його і привозять у лігво, помилково приймаючи за боса. - Антагоніст: гангстер Полунельсон - Назва-референс: Виховання крихітки                                       |                                          |                                              |                      |
| |                                          |                                              |                      |
| 48 | «Стрибки і зброя»                        | «Jumping the Guns»                           | 21 січня 1991        |
| Коли нещасний випадок під час доставки грузу виводить з ладу вартових, які обслуговують скельні гармати на мисі Сюзетт, Балу та старий дивак на ім'я Барні О'Турет, який роками не стріляв із гармат, змушені керувати гарматами, щоб зупинити Дона Карнаджа та його банду від нападу. - Антагоніст: Дон Карнадж |                                          |                                              |                      |
| |                                          |                                              |                      |
| 49 | «У пошуках давніх помилок»               | «In Search of Ancient Blunders»              | 30 січня 1991        |
| Коли Балу та Дикий Кіт доставляють єгипетську плиту археологу, який планує відкрити власний музей стародавньої історії, доставка стає зовсім не рутинною справою, оскільки вони шукають втрачений скарб і намагаються уникнути повітряних піратів, пасток і стародавнього охоронця скарбів. - Антагоніст: Дон Карнадж |                                          |                                              |                      |
| |                                          |                                              |                      |
| 50 | «Остання битва Луї»                      | «Louie's Last Stand»                         | 31 січня 1991        |
| Надмірно старанний Дуглас Бенсон, один із співробітників Шер-Хана, підробляє його підпис, щоб придбати кілька активів тигра аби незаконно заволодіти островом Луї. - Антагоніст: Дуглас Бенсон - Назва-референс: Битва при Літтл-Біггорн |                                          |                                              |                      |
| |                                          |                                              |                      |
| 51 | «Глибокі знання»                         | «Sheepskin Deep»                             | 4 лютого 1991        |
| Зневірившись відвідати зустріч випускників початкової школи, яку Балу так і не закінчив, медвідь повертається до школи, щоб отримати диплом і встигнути зробити це до зустрічі. - Антагоніст: відсутній |                                          |                                              |                      |
| |                                          |                                              |                      |
| 52 | «Піца в небі»                            | «Pizza Pie in the Sky»                       | 5 лютого 1991        |
| Ребекка залишає Балу та Кіта відповідальними на час, поки вона їде в табір для бізнесменів. Балу користується цим, щоб об'єднатися з Луї і розпочати власний бізнес з доставки піци, але ситуація швидко виходить з-під контролю, коли вони привертають увагу Департаменту охорони здоров'я. - Антагоніст: відсутній |                                          |                                              |                      |
| |                                          |                                              |                      |
| 53 | «Грім Балу»                              | «Baloo Thunder»                              | 6 лютого 1991        |
| Коли професора Базза, який працює у відділі досліджень і розробок Шер-Хана, викривають на крадіжці надсекретного дослідницького проекту, Балу та Кіт намагаються відбілити ім'я Базза та з'ясувати, хто справжній винуватець. - Назва-референс: Блакитний грім |                                          |                                              |                      |
| |                                          |                                              |                      |
| 54 | «Реактивний Балу»                        | «Bullethead Baloo»                           | 7 лютого 1991        |
| Аби повеселити дітей, Балу вирішує прокинутися супергероєм Ракетою, але стикається із справжнім злим роботом. |                                          |                                              |                      |
| |                                          |                                              |                      |
| 55 | «Долю не обдуриш»                        | «Destiny Rides Again»                        | 8 лютого 1991        |
| |                                          |                                              |                      |
| |                                          |                                              |                      |
| 56 | «Один Мах для Гіппера»                   | «Mach One for the Gipper»                    | 11 лютого 1991       |
| |                                          |                                              |                      |
| |                                          |                                              |                      |
| 57 | «Влип у тобі»                            | «Stuck on You»                               | 12 лютого 1991       |
| |                                          |                                              |                      |
| |                                          |                                              |                      |
| 58 | «Пухнасті непосиди»                      | «The Sound and the Furry»                    | 13 лютого 1991       |
| |                                          |                                              |                      |
| |                                          |                                              |                      |
| 59 | «Шлях до Макадамії»                      | «The Road to Macadamia»                      | 20 лютого 1991       |
| |                                          |                                              |                      |
| |                                          |                                              |                      |
| 60 | «Викуп за червоне шимпанзе»              | «The Ransom of Red Chimp»                    | 21 лютого 1991       |
| |                                          |                                              |                      |
| |                                          |                                              |                      |
| 61 | «Ваш листоноша Балу»                     | «Your Baloo's in the Mail»                   | 22 лютого 1991       |
| |                                          |                                              |                      |
| |                                          |                                              |                      |
| 62 | «Загублений рай»                         | «Paradise Lost»                              | 25 лютого 1991       |
| |                                          |                                              |                      |
| |                                          |                                              |                      |
| 63 | «Дуже маленька Моллі»                    | «The Incredible Shrinking Molly»             | 8 квітня 1991        |
| |                                          |                                              |                      |
| |                                          |                                              |                      |
| 64 | «Гості з минулого»                       | «Bygones»                                    | 3 травня 1991        |
| |                                          |                                              |                      |
| |                                          |                                              |                      |
| 65 | «Літаючі дурники»                        | «Flying Dupes»                               | 8 серпня 1991        |
| |                                          |                                              |                      |